# OMP Racing
OMP Racing (acronimo di Officine Meccaniche Percivale) è un'azienda italiana, con sede a Ronco Scrivia, che produce abbigliamento ignifugo e articoli per le competizioni automobilistiche, per il karting e per il tuning.

## Storia
OMP nasce a Genova Bolzaneto nel 1973 come azienda di produzione di rollbar per vetture da competizione. I fondatori sono i fratelli Roberto, Piergiorgio e Claudio Percivale. La primissima produzione è strettamente privata, e serve a dotare di rollbar la vettura da rally di Roberto Percivale, pilota dilettante.
Fino al 1981 OMP produce articoli destinati alle auto da corsa, soprattutto da rally (oltre ai rollbar paracoppe, scarichi, estintori e altro). In quell'anno inizia la produzione di abbigliamento per piloti, allargando il mercato alla Formula 1. Il primo pilota della categoria regina dell'automobilismo ad essere sponsorizzato da OMP è Mauro Baldi.
OMP ottiene la prima omologazione FIA di una tuta ignifuga nel 1986; inoltre realizza l'estintore per automobili da corsa di dimensioni più piccole mai creato (19,4 cm di lunghezza).
Tre anni dopo, il 23 aprile 1989, il pilota della Ferrari Gerhard Berger nel corso del Gran Premio di San Marino di Formula 1 esce indenne da un incidente che vede la sua monoposto andare in fiamme. Per l'OMP, fornitrice di tuta e guanti, è una svolta. In pochi mesi l'azienda sposta la produzione e l'amministrazione in un'area più grande, a Ronco Scrivia, sempre in provincia di Genova, dove si trovano tuttora.
Nel 2008 la famiglia Percivale, dopo la morte di Piergiorgio, cede le proprie quote societarie ai fratelli Paolo e Alberto Delprato, che diventano quindi i nuovi soci di maggioranza. Nel 2013 la  quota di questi ultimi arriva al 91 per cento.
La produzione attuale include componenti per: sicurezza di piloti e vetture impegnati in gare automobilistiche; kart e tuning di vetture da strada. OMP produce anche abbigliamento ed accessori "casual" per squadre, piloti e appassionati.

## Endorser
Tra i piloti legati da accordi di sponsorizzazione con OMP: Ayrton Senna, Nigel Mansell, Gerhard Berger, Michael Schumacher in Formula 1; Tommi Mäkinen, Carlos Sainz, Sébastien Ogier, Robert Kubica in World Rally Championship.

## Logo

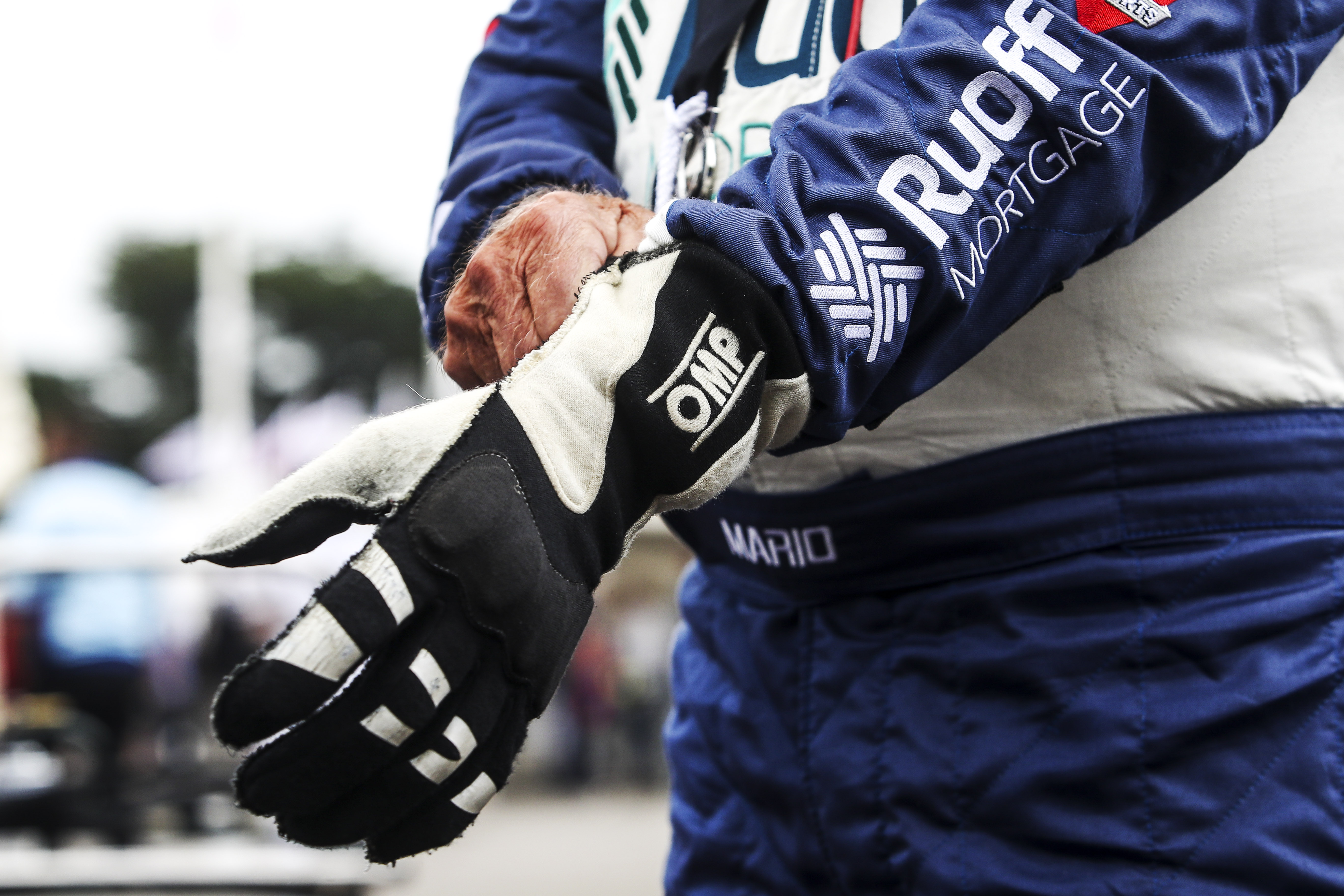

OMP viene rappresentata dal 1973 da due loghi, entrambi con caratteri a lettere maiuscole gialle su sfondo nero

### 1973-2008
Il logo possiede una forma ondulata, da sinistra verso destra, con un bordo nero esterno ed uno bianco interno di eguali dimensioni; al centro della figura è presente il marchio dell'azienda realizzato con caratteri "arrotondati" a lettere maiuscole di colore giallo. È stato utilizzato dal 1973 al 2008, anche se oggi trova utilizzo sul certificato di omologazione dei prodotti.

### 2008-2012
Il logo utilizzato si sviluppa all'interno di un rettangolo di colore nero, nel quale, in modo concentrico, appare il marchio "OMP" in colore giallo con sopra e sotto di esso due linee spesse della stessa tonalità dei caratteri.